# Barrage du Gouffre d'Enfer
Le barrage du Gouffre d'Enfer est situé sur le territoire de la Rochetaillée, une commune associée à Saint-Étienne, dans le parc naturel régional du Pilat, dans le nord-est du Massif central français. Il coupe le cours du Furan. Il a été conçu par les ingénieurs Graëff, de Montgolfier, Conte-Grandchamp en 1862 sous le règne de Napoléon III et inauguré en 1866. Ce fut l'un des premiers barrages poids arqué en maçonnerie d'Europe, le plus haut barrage de France et du monde à sa conception (53 m).

## Présentation
Cet ouvrage est construit dans la vallée du Furan sur un terrain granitique. Financé par l'État, il devait atteindre plusieurs objectifs :
- alimenter en eau potable la ville de Saint-Étienne qui était en pleine croissance industrielle (1,2 million m3) ;
- protéger la ville contre les inondations du Furan (400 000 m3) ;
- maintenir un débit constant en évitant l'étiage du cours d'eau lors de la période estivale qui mettait au chômage les nombreuses usines utilisant l'énergie hydraulique.

Ce barrage montra rapidement ses limites face à l'évolution rapide de la démographie, c'est pourquoi la ville de Saint-Étienne décida 3 ans plus tard de réaliser un second barrage 2 200 m en amont : le barrage du Pas-du-Riot.
Depuis 2003, le barrage a été complètement vidé et est utilisé comme écrêteur de crues ou lorsque le barrage du Pas-du-Riot est vide pour alimenter en eau la ville de Saint-Étienne.
Au pied de ce barrage est apposée une plaque commémorative en marbre blanc, couverte de lettres d'or (difficilement lisible) :
Sous le règne de Napoléon III

le 28 octobre 1866

a été inauguré ce barrage

son excellence Mr BEHIC étant Ministre des travaux publics

le Général Comte de PALIKAO comm. le 4e Corps d'armée

son excellence le duc de PERSIGNY président du conseil général

LEVERT, préfet du dept. de la loire

Général de CARONDELET comm. le département de la loire

Benoit CHARVET maire de Saint-Étienne

Vital de ROCHETAILLE, maire de Rochetaillé

COMOY, inspecteur général des ponts et chaussées

GRAEFF, ingénieur en chef

 de MONTGOLFIER, ingénieur ordinaire

## Tourisme
Les abords du barrage ont été aménagés en lieu de détente et de loisir :
- Randonnée :

Dès sa construction l'approche touristique a été prise en compte avec la création d'un sentier taillé dans la roche permettant d'arriver au pied du barrage avant l'ascension de celui-ci par un escalier sinueux.
- Escalade :

La magnifique Roche Corbière (117 m de haut), pic rocheux que certains surnomment « La dent du diable », offre un site d'escalade complet de la Loire avec de nombreuses voies ensoleillées ou non selon la période (voies à l'ombre pour les périodes chaudes et voies ensoleillées pour les périodes froides). On y retrouve tous types de difficultés (du 4 au 8) sur plus de 180 voies. Ce pic rocheux représente un spot d'escalade depuis 1883, date de la création du club alpin stéphanois.
Une via ferrata située face au mur du barrage du Gouffre d'Enfer, avec deux voies une pour les enfants (PD) et une pour les adultes (D).